# Erik Höijer
Erik Höijer, född 1726, död 20 februari 1789 i Söderköping. Han var en svensk tenngjutare i Söderköping.

## Biografi
Höjer flyttade 1754 till Hospitalskvarteret 15 i Söderköping. Där arbetade han som tenngjutare. Höjer dog av slag 20 februari 1789 i Söderköping och begravdes 24 februari samma år.

### Familj
Höijer gifte sig omkring 1753 med Anna Stina Schmal. De fick tillsammans barnen Hinric (född 1754) och Marcus (född 1756). Höijer gifte sig 1 oktober 1783 i Söderköping med hushållerskan Maria Åkerberg (född 1734).

## Medarbetare
- 1764-1768 - Anders Lindberg. Han var lärogosse hos Höijer.